# Murtigading
Murtigading is een bestuurslaag in het regentschap Bantul van de provincie Jogjakarta, Indonesië. Murtigading telt 7783 inwoners (volkstelling 2010).